# Chlorogomphus preciosus
Chlorogomphus preciosus is een echte libel (Anisoptera) uit de familie van de Chlorogomphidae.
De soort staat op de Rode Lijst van de IUCN als onzeker, beoordelingsjaar 2007.
De wetenschappelijke naam van de soort werd in 1924 als Orogomphus preciosus gepubliceerd door Frederic Charles Fraser.